# Kaliumhexafluorfosfaat
Kaliumhexafluorfosfaat (KPF6) is het kaliumzout van hexafluorfosforzuur. Het anorganisch zout bestaat uit een kaliumion (K+) en een hexafluorfosfaation (PF6−). De stof is in laboratoria een grote bron van het hexafluorfosfaation.

## Synthese
Kaliumhexafluorfosfaat wordt gesynthetiseerd volgens de exotherme reactie tussen fosforpentachloride, kaliumchloride en waterstoffluoride:
{\displaystyle {\ce {PCl5 + KCl + 6HF -> KPF6 + 6HCl}}}